# Jordi de Lencastre

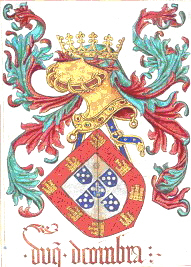
Jordi de Lencastre

Jordi de Lencastre (Abrantes, 1481 - Setúbal, 1550), duc de Coïmbra.

## Orígens familiars
Fill natural del rei Joan II de Portugal i Anna de Mendonça, dama de companyia de Joana la Beltraneja, nasqué a Abrantes el 21 d'agost de 1481.

## Intents de legitimització
El seu pare feu tot el possible per legitimar-lo a la mort del seu fill gran i príncep hereu de la corona, l'infant Alfons de Portugal. Així des de 1491 investí Jordi de Lencastre amb diferents títols, entre ells Gran Mestre de l'orde de Sant Jaume, Gran Mestre de l'orde d'Avís i duc de Coïmbra.
Tot i aquests títols a la mort del rei el 1495 la seva vídua, Elionor de Viseu, havia aconseguit que el rei difunt hagués nomenat hereu el familiar mascle legítim més proper, i aquest era el germà de la reina, Manuel de Viseu, que regnà amb el nom de Manuel I de Portugal.

## Núpcies i descendents
El 1500 es casà amb Beatriu de Villena, filla d'Alvaro de Villena i germà del tercer duc de Bragança. D'aquesta unió tingueren:
- Joan d'Aveiro (1501-1571), duc d'Aveiro
- Afonso de Lancastre (?-1578), comanador de l'orde de Sant Jaume
- Lluís de Lancastre (?-1574), comanador de l'orde d'Avís
- Jaume de Lancastre, prior i primer Inquisidor General del Regne
- Elena de Lancastre, religiosa
- Maria de Lancastre, religiosa
- Felipa de Lancastre, religiosa
- Isabel de Lancastre, religiosa

Jordi de Lencastre va morir el 22 de juliol de 1550 a Setúbal.